# Stazione di Bettembourg
La stazione di Bettembourg (in francese: Gare de Bettembourg, in lussemburghese: Gare Beetebuerg, in tedesco: Bahnhof Bettemburg) è una stazione ferroviaria del comune lussemburghese di Bettembourg situata lungo la linea 6 e capolinea delle linee 6a per Dudelange e 6f per Esch-sur-Alzette.

## Storia
La stazione fu messa in servizio l'11 agosto 1859 dalla Compagnie des chemins de fer de l'Est.